# Михеєвка (Брянська область)
Михеєвка (рос. Михеевка) — селище в Дубровському районі Брянської області Російської Федерації.
Населення становить 2 особи. Входить до складу муніципального утворення Рябчинське сільське поселення.

## Історія
Від 2005 року входить до складу муніципального утворення Рябчинське сільське поселення.

## Населення
| 2010 | 2013 |
| ---- | ---- |
| 4    | ↘2   |